# NGC 7236
NGC 7236 је елиптична галаксија у сазвежђу Пегаз која се налази на NGC листи објеката дубоког неба.
Деклинација објекта је + 13° 50' 47" а ректасцензија 22h 14m 45,0s. Привидна величина (магнитуда) објекта NGC 7236 износи 13,6 а фотографска магнитуда 14,6. Налази се на удаљености од 81,508 милиона парсека од Сунца. NGC 7236 је још познат и под ознакама UGC 11958, MCG 2-56-23, CGCG 428-58, ARP 169, 3C 442, 2ZW 172, KCPG 564A, PGC 68384.